# Lino Tonti
Lino Tonti (Cattolica, 16 september 1920 - Varese, 8 juni 2002) was een Italiaans constructeur van motorfietsen.

## Benelli
Tonti haalde zijn diploma als luchtvaartingenieur, maar in 1937 werd hij door Benelli ingehuurd als technisch ontwerper. Hij werd al snel overgeplaatst naar de race-afdeling, onder leiding van Tonino Benelli. De samenwerking met Tonino, die zelf een voormalig motorcoureur was, kan niet lang geduurd hebben, want Tonino kwam in hetzelfde jaar bij een verkeersongeluk om het leven.
Tijdens de Tweede Wereldoorlog werkte Tonti als vliegtuigingenieur, waardoor hij veel kennis opdeed met moderne materialen die in vliegtuigmotoren werden gebruikt. Na de oorlog kreeg hij een baan aangeboden bij het Ministerie van Transport, maar Tonti keerde liever terug naar een beroep waar hij zijn liefde voor motorfietsen kon volgen. Samen met Alcide Biotti en Massimo Pasolini (de vader van Renzo Pasolini), richtte hij een bedrijf op dat gespecialiseerd was in het opkopen en modificeren van overtollige militaire producten, die door het bedrijf A.R.A.R. (Aziënda Rilievo Alienazione Residuati) beheerd werden in opdracht van de geallieerden.

## LinTo
In 1947 besloot hij een prototype te bouwen om deel te nemen aan een serie nationale wedstrijden (de "Temporada Romagnola"), die in die tijd erg populair waren. Dit 75 cc machientje had al een viertaktmotor met dubbele bovenliggende nokkenassen en kreeg de naam LinTo (Lino Tonti). In 1948 ontwierp hij een futuristische scooter, de LinTo Cigno (zwaan) 125. Deze werd in 1950 in Rimini gepresenteerd. In de jaren zestig en -zeventig bouwde Lino Tonti ook wegracemotoren met de naam "Linto". Dit waren 500 cc tweecilinders die waren opgebouwd met twee cilinders van een 250 cc Aermacchi.

## Aermacchi
Aermacchi besloot het 75 cc model te kopen en op de markt te brengen. Tonti zelf verhuisde met zijn gezin naar Varese en trad in dienst bij Aermacchi. Voor Aermacchi ontwierp hij ook nog de Dama 160, een scooter gebaseerd op een motorfiets. Vlak vóór zijn vertrek bij Aermacchi bouwde hij op basis van zijn 75 cc-model nog een recordmachine waarmee een gemiddelde snelheid van 167,208 km per uur op de vliegende kilometer werd gehaald op de Autostrada dei Laghi.

## Mondial, Bianchi en Paton
In 1956 vertrok Tonti naar de race-afdeling van FB Mondial, maar toen dat merk in 1957 uit de racerij stapte zette Tonti samen met de broers Giovanni en Giuseppe Pattoni de race-afdeling voort onder de naam "Paton" (Pattoni - Tonti). Vanaf 1959 werkte hij voor Bianchi. Voor dit merk ontwierp hij civiele, militaire en wedstrijdmodellen, waaronder de 250-, 350- en 500 cc tweecilinders. Zijn laatste model was de MT 61 militaire motorfiets in 1964. Vanaf dat jaar ging hij weer Patons bouwen, zoals een 250 cc model dat uit 125 cc onderdelen was opgebouwd, en een 500 cc tweecilinder, maar hij trad ook in dienst bij Gilera.

## Gilera
Giuseppe Gilera begreep dat zijn motorfietsen, tot op dat moment voornamelijk puur als vervoermiddel gebouwd, het niet konden opnemen tegen de populair wordende kleine auto en de scooter. Hij huurde in 1964 Lino Tonti in om meer vlotte modellen te ontwerpen. Van zijn hand kwam de sportieve Gilera 124 5V, die in 1966 op de markt kwam en een groot succes werd. De 500 cc tweecilinder voor de Gilera Saturno B 500 werd dat echter niet, deze machine kwam nooit op de markt. Er ontstond onenigheid met Gilera toen Tonti zijn oude merk "LinTo" nieuw leven in wilde blazen en hij verliet het bedrijf in 1967.

## Moto Guzzi
Na het vertrek van constructeur Giulio Cesare Carcano had men bij Moto Guzzi behoefte aan een opvolger die de bestaande zware V-twins zou moderniseren. Tonti begon met de ontwikkeling van een sportmachine op basis van de Moto Guzzi V7. Hij bouwde een recordmachine en twee toermotorfietsen, de V7 Special en, op verzoek van de Amerikaanse importeur, de V7 Ambassador. De V7 Sport uit 1971 was de eerste Moto Guzzi die helemaal volgens de ideeën van Tonti gebouwd was. Hij maakte een nieuw frame en paste de motor op een groot aantal punten aan op basis van zijn ervaringen met de racemotoren van LinTo en Paton. Vooral het frame zou nog lang gebruikt worden. Het stond aan de basis van de Moto Guzzi 850 T-serie. Tonti stond in elk geval aan de basis van de ontwikkeling van lichtere Moto Guzzi-modellen, zoals de V 50 en de V 35. Hoewel deze typen pas in 1977 op de markt kwamen, beproefde hij al in 1972 verkleinde 750 cc motoren. De ontwerpen van deze series waren inmiddels verzorgd door designers die in dienst waren van Alejandro de Tomaso, die het merk in 1973 had overgenomen, maar de techniek kwam van Lino Tonti. In 2012 werden nog steeds Moto Guzzi's met deze blokken verkocht, inmiddels in de Moto Guzzi V7 Classic-serie, waarvan het eerste model, de Moto Guzzi V7 Café als eerbetoon aan Lino Tonti in de kleuren van de "oude" V7 Sport was gespoten.